# Acraea lacteata
Acraea lacteata är en fjärilsart som beskrevs av Le Cerf 1927. Acraea lacteata ingår i släktet Acraea och familjen praktfjärilar. Inga underarter finns listade i Catalogue of Life.